# Thaumaglossa purpurea
Thaumaglossa purpurea is een keversoort uit de familie spektorren (Dermestidae). De wetenschappelijke naam van de soort werd in 1915 gepubliceerd door Maurice Pic.